# Schreibmaschinenkunst

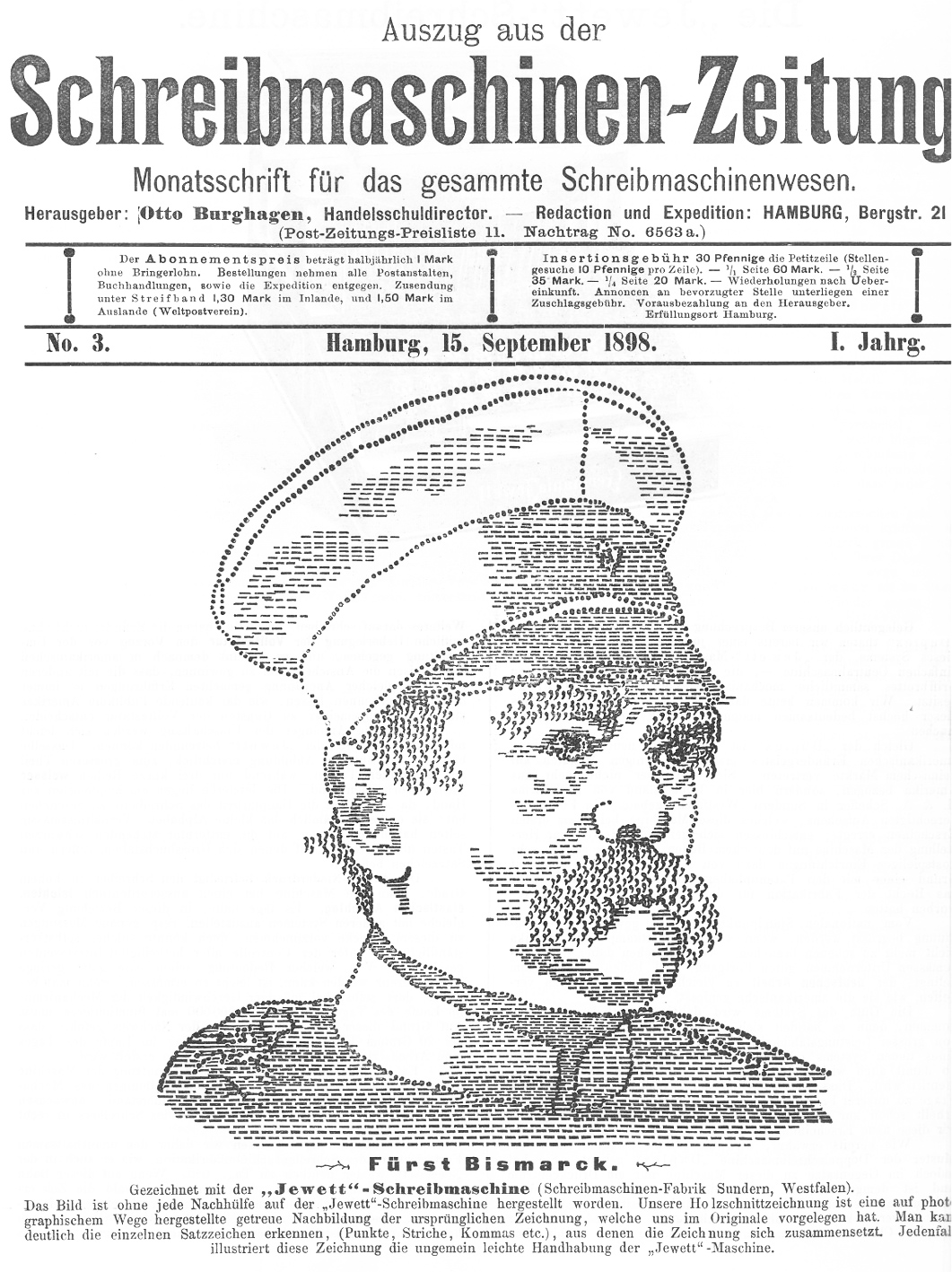
Otto von Bismarcks als Motiv von Schreibmaschinenkunst (1898)

Unter Schreibmaschinenkunst, englisch Typewriter Art, versteht man Kunst, die auf Schreibmaschinen entsteht und im Wesentlichen durch die damit begrenzten Gestaltungsmöglichkeiten definiert ist. Oft wird dabei ein Text, etwa ein Gedicht, durch zusätzliche Elemente aufgelockert. Auch einfache Schreibmaschinenbilder sind so möglich, indem die Buchstaben und Zeichen der Schreibmaschine ähnlich wie Pixel bei einem Computerbild genutzt werden. Bilder, die aus Buchstaben bestehen, werden im Englischen auch als text images bezeichnet.

## Geschichte
Bereits im 19. Jahrhundert wurden Schreibmaschinen auch dazu verwendet einfache Bilder zu erschaffen. Bis in die 1970er Jahre war es populär, Bilder als Text-Kunst mit Schreibmaschinen herzustellen. Im Büroleben war das Mustertippen dabei eine von Sekretärinnen genutzte künstlerische Spielart, um z. B. Glückwunschkarten zu Jubiläen u.d.gl. zu verschönern.

## Nachfahren
Direkte Nachfahren der Schreibmaschinenkunst sind die RTTY Art auf Fernschreibern (übersetzt RTTY-Kunst, wobei RTTY für Radio Teletype steht) und ASCII-Art auf Computern.